# Alejandro Campos
Pas d'image ? Cliquez ici

a Compétitions nationales et continentales officielles uniquement.

b Matchs officiels uniquement.
Alejandro Campos, né le 21 avril 1983 à Buenos Aires, est un joueur argentin de rugby à XV qui évolue au poste de troisième ligne centre.

## Carrière

### En club
- 2005-2008 Pueyrredón RC (es) (Argentine)
- 2008-2009 ASM Clermont
- 2009-2010 US Montauban
- 2010-2011 SU Agen

### En équipe nationale
- 15 sélections en équipe d'Argentine entre 2007 et 2011
- 1 essai (5 points)
- Sélections par année : 1 en 2007, 4 en 2008, 3 en 2009, 3 en 2010, 4 en 2011